# Spužva Bob Skockani: Spužva na suhom
Spužva Bob Skockani: Spužva na suhom drugi je film iz franšize o Spužva Bobu Skockanom. U ovom filmu, Spužva Bob i Plankton moraju naći tajnu formulu rakburgera nakon što ona tajanstveno nestane.

## Likovi
- Spužva Bob Skockani
- Patrik Zvijezda
  - Gospodin Fantastikus
- Eugen Kliještić
- Šime Josip Plankton
  - Plank-Tona
- Kalamarko Kraković
  - Falšnota
- Slavko
- Karla Plankton
- Pirat Burgerbradi
- Gospođa Pufnić
- Stražar kostur
- Mjehurić
- Lignjosaurus Rex
- Meduza
- Galebovi
- Građani Bikini Doline
  - Stari Jure
  - Branko Brancin (cameo)
  - Darko
  - Franjo
  - Ljubičasti liječnik
  - Grga Grgeč
  - Suzana Ribić

## Radnja
Film započinje s Burgerbradim koji se probija kroz džunglu na Bikiniju tražeći čarobnu knjigu. Prolazeći kroz zamke uzima knjigu od stražara kostura, koji naglo oživljava i snažno ga udari. Burgerbradi padne na brod i počne čitati knjigu galebovima. Priča govori o Spužvi Bobu Skockanom i važnosti rakburgera za cijelu Bikini Dolinu.
Istovremeno, u Bikini Dolini Spužva Bob odlazi na posao u Rakovu poslasticu, kad ih iznenada napadne Plankton koji ih gađa iz svog zrakoplova u novom pokušaju da ukrade tajnu formulu rakburgera. Spužva Bob i Patrik vode bitku s njim te pobjeđuju, ali se otkriva da je u zrakoplovu bio robot Plankton. Pravi Plankton se uspijeva ušuljati u sef i krade formulu, ali Spužva Bob dolazi u Ured g. Kliještića|ured i bori se s njim za formulu koja odjednom nestane. Kliještić ne vjeruje njihovoj priči, ali zbog bijesa gostiju šalje Spužva Boba da im napravi rakburger.
Spužva Bob otkriva da je nestalo rakburgera, pa bijesna rulja okruži Planktona kojeg spašava Spužva Bob uz pomoć mjehurića. Kliještić pomisli da je Spužva Bob Planktonov agent i predviđa mračno doba za Bikini Dolinu, što se ubrzo obistini. Natrag na površini, Burgerbradi završava priču, ali galebovima se ne sviđa kraj i prijete da će mu uništiti brod ako kraj ne bude bolji. U gradu je kaos i stanovnici su postali poremećeni, a Spužva Bob i Plankton se odlučuju udružiti i spasiti grad.
Spužva Bob i Plankton odlučuju osnovati ekipu za povratak formule, ali neuspješno. Patrik ih izdaje bijesnoj rulji, poludjela Luna misli da su "sendvič-bogovi" ljuti na njih, a Slavko je postao "kralj puževa" i naredi napad na njih. Spužva Bob i Plankton se skrivaju na planini. Nakon što Spužva Bob zaspi, Plankton ulazi u njegov mozak kako bi pronašao formulu, ali njegov plan propadne. Nakon toga Plankton predlaže da naprave vremeplov. Za to im treba snažno računalo, pa Plankton odlučuje iskoristiti Karlu.
Spužva Bob i Plankton uspiju ući u Prijateljsku kanticu, gdje otkrivaju da je Karla zarobljena i da je čuva Patrik. Plankton krade ključ svezan oko njegovog vrata i Patrik se nakratko budi, ali ga uspavaju pričom za laku noć. Plankton oslobađa Karlu, a Spužva Bob otkriva njihov plan za spas Bikini Doline. Odlaze u napušteni restoran Taco Haüs gdje uspijevaju stvoriti vremeplov. Greškom odlaze četiri dana u budućnost i u središte svemira gdje pobjegnu bijesnom dupinu, te napokon uspijevaju uzeti formulu i pobjeći prije nego što ih drugi vide.
U Rakovoj poslastici, Luna uvjerava rulju da sendvič-bogovi traže žrtvu, pa rulja odluči žrtvovati Kliještića i Kalamarka. Spužva Bob se vraća s formulom na opće oduševljenje, ali se otkriva da je to lažna formula pa se Spužva Bob i Plankton posvađaju. U cijeloj gužvi Patrik vremeplovom dovodi lignjosaurusa u grad. Spužva Bob se odlučuje dragovoljno žrtvovati, ali namiriše rakburger pa on i Kliještić predvode rulju u potrazi za njim. Uz Mjehurićevu pomoć dolaze na površinu i suočavaju se s Burgerbradim. 
Burgerbradi otkriva da je on ukrao formulu pomoću čarobne knjige i zarobljava ih na Pelikanovom otoku, ali Spužva Bob ih spašava pomoću izgubljene stranice. Kalamarko i Kliještić zarobe Burgerbradog, koji uspijeva pobjeći i zamalo pobijedi, ali Plankton ga porazi. Ekipa se vraća u Bikini Dolinu i sve je po starom.

## Zanimljivosti

### Činjenice
- Ovo je drugi put da Plankton ulazi u Spužva Bobov mozak. Prvi put je ušao u epizodi "Posao iznutra".
- Ovo je prvo pojavljivanje Branka Brancina nakon epizode "Planktonovo dobro oko" te u filmu uopće.
- Rakovoj poslastici je trebalo 19 sekundi da se potpuno zaključa.

### Kulturne poveznice
- Kad Burgerbradi prolazi kroz ubojite zamke kako bi uzeo knjigu, to je poveznica na film "Indiana Jones i ukleti hram".
- U filmu se pojavljuje Titanic kao poveznica na istoimeni film.

### Greške
- Kad Plankton ulazi u Kliještićev ured, na stolu je brod u boci, ali kada ga Spužva Bob uhvati, brod nestaje.
- Tijekom borbe s Planktonom krastavci padaju na pod i nestaju u idućoj sceni.
- Dok Luna jede rakburger, njezin daljinski upravljač na trenutak nestaje.
- Jupiter i Saturn se u stvarnosti ne bi mogli sudarati jer se sastoje od plina.

## Sinkronizacija

### Glasove posudili
- Spužva Bob: Darije Somi
- Kapetan Burgerbradi: Davor Gobac
- Plankton: Nikola Marjanović
- Luna: Karmen Sunčana Lovrić
- Mjehurić: Aleksandar Cvjetković
- Patrik: Robert Bošković
- G. Klještić: Robert Bošković
- Kalamarko: Daniel Dizdar
- Karla: Lorena Nosić

### Ostali glasovi
- Dražen Bratulić
- Antonio Franić
- Vjekoslav Hudeček
- Pero Radojčić
- Ranko Tihomirović
- Dragan Peka
- Martina Kapitan Bregović
- Vedrana Zrnić
- Sunčica Novačić
- Hrvoje Ivkošić
- Alen Šalinović
- Aleksandra Naumov

### Tehnička obrada
- Studio: Duplicato Media d.o.o.
- Prijevod: Davor Slamnig
- Režija: Hrvoje Niković
- Režija vokalnih izvedbi: Martina Kapitan Bregović